# Polyxenella krishnani
Polyxenella krishnani är en mångfotingart som beskrevs av Rajulu 1963. Polyxenella krishnani ingår i släktet Polyxenella, ordningen penseldubbelfotingar, klassen dubbelfotingar, fylumet leddjur och riket djur. Inga underarter finns listade i Catalogue of Life.